# Style Sheraton

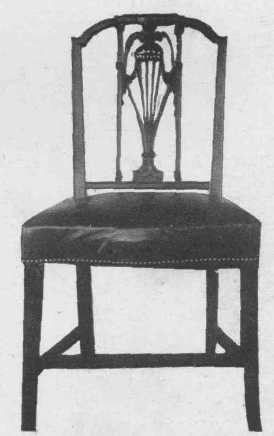
Une chaise de style Sheraton à dossier rectangulaire.

Le style Sheraton est un style de mobilier anglais néoclassique de la fin du XVIIIe siècle, en vogue entre 1785–1820. Il a été inventé par des collectionneurs et des marchands du XIXe siècle pour créditer le designer de meubles Thomas Sheraton, né à Stockton-on-Tees, en Angleterre en 1751 et dont les livres, « The Cabinet Dictionary » (1803) - des dessins gravés - et le « Cabinet Maker's & Upholsterer's Drawing Book » (1791) - des motifs de meubles -, illustrent ce style,.
Le style Sheraton s'inspire du style Louis XVI et présente des pieds ronds fuselés, des cannelures et surtout des incrustations de placage contrastées. Les meubles de style Sheraton prennent des formes rectilignes légères, utilisant du bois satiné, de l'acajou et du tulipier, du sycomore et du palissandre pour les décorations incrustées, bien que des finitions peintes et des garnitures en laiton soient également trouvées. Les festons, les cannelures et les têtes de béliers sont parmi les motifs courants appliqués aux pièces de ce style.
Sans archéologie pédante,[pas clair] il a mis le style néoclassique d'architectes comme Robert Adam à la portée de la classe moyenne. À bien des égards, le style Shératon correspond au style contemporain français Directoire. Le style Sheraton est le style le plus reproduit aux États-Unis pendant la période fédérale[réf. nécessaire].